# Erwin Fabian
Erwin Fabian (geboren 5. November 1915 in Berlin; gestorben 19. Januar 2020) war ein in Melbourne lebender Grafiker und Bildhauer deutsch-jüdischer Abstammung.

## Leben
Um sich nach Abbruch des Gymnasiums für die Aufnahme an der Kunstakademie zu qualifizieren, absolvierte Fabian eine Malerlehre. Die antijüdischen Gesetze der Nationalsozialisten verhinderten ein Studium. 1938 konnte er sich vor der Verfolgung im nationalsozialistischen Deutschland nach London retten. 1940 wurde er als Enemy Alien nach Australien verbracht und dort interniert. Der Eintritt in die australische Armee 1942 ermöglichte ihm das Verlassen des Lagers. Seit 1946 war er als Gebrauchsgrafiker tätig. Ende der 1950er Jahre erfolgte die Rückkehr nach London. Seit 1962 lebte Fabian wieder in Australien und war ab 1982 regelmäßig zu Arbeitsaufenthalten in London.
In den 1960er Jahren entstanden die ersten Objekte aus Metallschrott. 2016 eröffnete der Skulpturenpark Wesenberg der Peter Wilmot Thompson Stiftung, unter anderem mit aktuellen Werken von Erwin Fabian und einigen Bildern seines Vaters, des Malers Max Fabian.

## Ausstellungen (Auswahl)
- 1965 Hungry Horse Gallery, Sydney
- 1983 Kim Bonython, Sydney

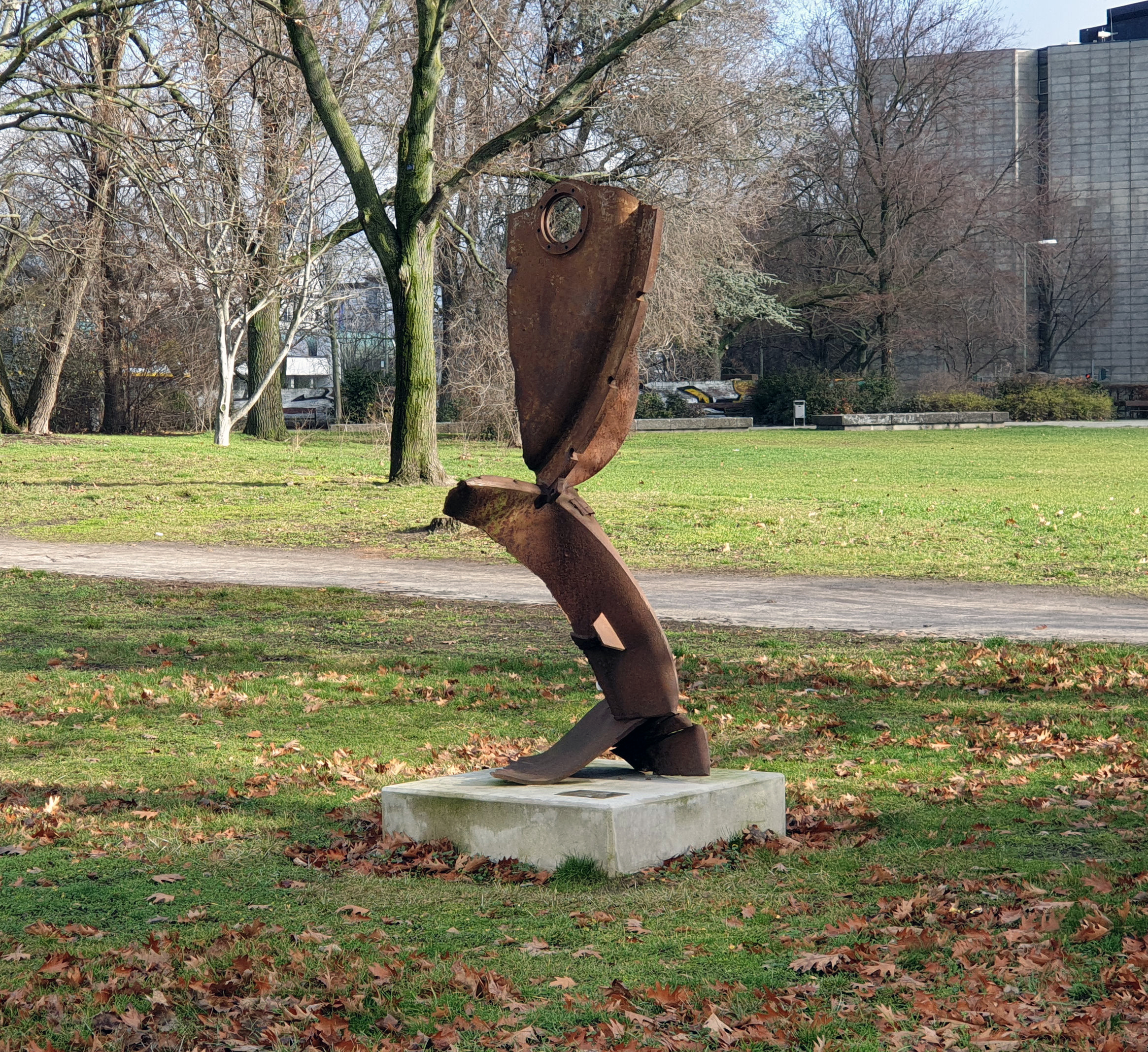
Huksos, 2013, Lützowplatz, Berlin-Tiergarten

- 2000/2001 Max und Erwin Fabian. Berlin – London – Melbourne, Stiftung Stadtmuseum Berlin, Museum Ephraim-Palais
- 2006 A survey 1977–2004, McClelland Sculpture Park & Gallery, Langwarrin, Victoria (Australien)
- 2007 Current work 2006–7, Robin Gibson Gallery, Sydney
- 2013 Recent Sculpture & Earlier Monotypes, Australian Galleries, Melbourne
- 2015 Recent Sculpture. Celebrating the Artist’s 100th birthday, Australian Galleries, Melbourne
- 2016 Skulpturenpark Wesenberg, Peter Wilmot Thompson Stiftung
- 2019 Migration and the refugee. The Art of Erwin Fabian, Tatura Museum, Victoria
- 2020 Inside Out: Space and Process. Erwin Fabian & Anne-Marie May. McClelland Sculpture Park & Gallery.[6]